# Eric Lidow
Eric Lidow (geboren 22. Dezember 1912 in Wilna, Russisches Kaiserreich; gestorben 18. Januar 2013) war ein US-amerikanischer Unternehmer jüdischer Herkunft aus Vilnius (Litauen).

## Leben
Eric Lidow war ein Sohn des Leon Lidow und der Rachel Schwartz. Er studierte an der Technischen Hochschule Berlin und machte 1937 ein Diplom. Im selben Jahr emigrierte er in die USA und erhielt 1941 die US-amerikanische Staatsbürgerschaft. Er arbeitete von 1939 bis 1941 als Elektroingenieur bei Emby Products Califonia, danach wurde er Chefingenieur bei Selenium Corp.  
Er gründete 1947 das Unternehmen International Rectifier zusammen mit seinem Vater. Er war bis 1995 Chairman und CEO und bis 2008 Aufsichtsratsvorsitzender.